# Friedrich Berchtold
Friedrich Berchtold (* 13. Juni 1834 in Luzern; † 24. Februar 1883 in Genf, heimatberechtigt in Luzern) war ein Schweizer Politiker (liberal).

## Biografie
Johann Evangelist Xaver Friedrich Berchtold kam als Sohn des Johann Ludwig Berchtold und der Elisabeth Berchtold, geborene Knörr, zur Welt. Berchtold besuchte die Schulen in Luzern. Anschliessend erlernte er den Beruf eines Kaufmanns/Handelsmanns. Nach Beendigung der Ausbildung arbeitete er in der Firma Knörr und Sohn seines Onkels Friedrich Knörr als Geschäftsführer.
Auf kommunaler Ebene begann Friedrich Berchtold seine politische Karriere mit der Wahl in den Luzerner Grossen Stadtrat im Jahr 1863. Dem Stadtparlament gehörte er von 1863 bis 1867 und von 1875 bis 1879 an. Vom 26. Dezember 1863 bis zum 30. November 1867 war Berchtold Mitglied im Luzerner Stadtrat. Am 26. Dezember 1864 wurde er zum Stadtpräsidenten ernannt. Er bat sich Bedenkzeit über Annahme der Wahl aus und lehnte das Amt am 5. Januar 1865 ab. Von 1864 bis 1871 war er Bezirksrichter. Im Jahr 1877 wurde er Präsident der Aufsichtskommission für Turnen.
Seine politische Karriere auf kantonaler Ebene war die Mitgliedschaft im Luzerner Grossen Rat (heute Kantonsrat), dem er von 1871 bis 1879 angehörte.
Friedrich Berchtold war ein Förderer des Turnens und von 1861 bis 1874 Präsident des Bürgerturnvereins Luzern. Zudem war er Mitglied (und zeitweise) Präsident der Luzerner Handelskammer. Berchtold gehörte zu den Gründern des Kantonalen Tierschutzvereins. Zudem war er eine Zeit lang Besitzer der Wirtschaft Krienserhalle in Kriens.
Friedrich Berchtold heiratete nie und verbrachte seine letzten Lebensjahre in der Rue de Paquis 10 in der Stadt Genf, wo er am 24. Februar 1883 starb.